# 田口寛子
田口 寛子（たぐち ひろこ、1984年3月18日 - ）は、日本の女優。フィット所属。神奈川県出身。特技はスノーボード。

## 出演

### 映画
- 夏時間の大人たち HAPPY-GO-LUCKY（1997年3月15日、サッツ・フィルムズ) - ともこ 役
- ボクのおじさん THECROSSING（2000年5月13日、シグロ）[1]
- Distance（2004年）
- スケバン刑事 コードネーム=麻宮サキ（2006年、東映）
- 黒の色（2015年）- 日韓合同公開映画

### テレビドラマ
- 勝利の女神（1996年、フジテレビ） - 室岡美帆 役
- 新世紀ワイド時代劇 宮本武蔵（2001年、テレビ東京） - お糸 役
- R-17 第1話、2話（2001年、テレビ朝日）
- ロング・ラブレター〜漂流教室〜（2002年、フジテレビ） - 寒川則香 役
- サトラレ（2002年、テレビ朝日） - 田中圭子 役
- ひまわり〜桶川女子大生ストーカー殺人事件〜（2003年、テレビ朝日） - 佐々山直子 役
- 月曜ミステリー劇場・浅見光彦シリーズ19・長崎殺人事件（2004年、TBS） - 松波千秋 役
- 女王の教室 第1話（2005年、日本テレビ）
- 電車男（2005年、フジテレビ）
- ディビジョン1 ゆくな竜馬!（2005年、フジテレビ）
- 新米事件記者 三咲・2（2006年、テレビ東京）
- 仮面ライダー響鬼 最終回（2006年、テレビ朝日） - 看護師 役
- 松本清張 けものみち（2006年、テレビ朝日） - 美紀 役
- 偽りの花園（2006年、フジテレビ） - さつき 役
- 結婚できない男（2006年、フジテレビ）
- 花嫁は厄年ッ!（2006年、TBS）
- 海峡（2007年、NHK）
- 翼の折れた天使たち 第一夜「衝動」（2007年、フジテレビ）
- 仮面ライダー電王（2007年、テレビ朝日） - 看護師A 役
- LIAR GAME（2007年、フジテレビ） - タカダミチコ 役
- スリルな夜『子育ての天才』 第十話 （2007年、フジテレビ） - 看護師 役
- 相棒 season6 第10話　元旦スペシャル（2008年1月1日、テレビ朝日）  - 翻訳家の若い時代 役
- ユンゲル（2008年、フジテレビ） - メイド喫茶従業員 役
- 新・科捜研の女4 第3話（2008年、テレビ朝日） - 森村遥 役
- 税務調査官・窓際太郎の事件簿17（2008年） - 山口リサ
- ブランド刑事3（2008年） - 久谷峰子
- 松本清張生誕100年記念スペシャルドラマ・火と汐（2009年12月21日、TBS）
- インディゴの夜 第14話 （2010年1月22日、東海テレビ/フジテレビ） - エステサロン『ソワメール』の従業員 役
- 月の恋人〜Moon Lovers〜 第2話 （2010年5月17日、フジテレビ）
- DOCTORS〜最強の名医〜（2011年、テレビ朝日） - オペ看護師 役
- Answer〜警視庁検証捜査官 最終話（2012年6月13日、テレビ朝日） - 塚本まどか 役
- TEAM -警視庁特別犯罪捜査本部- 最終話（2014年6月11日、テレビ朝日） - 小原妙子 役
- 東京スカーレット〜警視庁NS係（2014年、TBS） - 鳥飼由希 役
- デザイナーベイビー - 速水刑事、産休前の難事件 -（2015年10月6日、NHK）
- 相棒 season15 第7話（2016年11月23日、テレビ朝日） - 花屋の店員 役
- IQ246〜華麗なる事件簿〜７話（2016年、TBS） - 友人 役
- おっさんずラブ （2016年、テレビ朝日） - 女性社員 役
- DOCTORS〜最強の名医〜 新春スペシャル（2018年1月4日、テレビ朝日）
- サバイバル・ウェディング （2018年、日本テレビ） - 結婚式場係員 役
- 僕とシッポと神楽坂 （2018年、テレビ朝日）
- 仮面ライダージオウ 第9話（2018年、テレビ朝日） - リポーター 役
- 相棒（2019年、テレビ朝日） - 片桐由香里 役
- 4分間のマリーゴールド第8話（2019年、TBS）
- 白衣の戦士!（2019年4月10日 - 6月19日、日本テレビ）
- あなたの番です 第2話（2019年、日本テレビ） - 佐々木 役
- コタローは1人暮らし（2021年、テレビ朝日） - タクヤの母 役

### オリジナルビデオ
- てれびくん超バトルDVD 仮面ライダープライムローグ（2018年10月） - 名波裕子 役

### CM
- NTTドコモ
- ロッテ トッポ
- 洋服の青山
- アデランス ヘアチェック
- ツーカーセルラー東京 キアラ&ラポッシュ

### ネット番組
- 天使の休日（ビッグマザーチャンネル、レギュラー）